# Rosário de Minas
Rosário de Minas é um distrito do município de Juiz de Fora, em Minas Gerais. Situado a noroeste da sede municipal, possui área de 225,6 km², na qual estão inseridos os povoados de Rosário de Minas (sede), Penido e Valadares. Liga-se à sede municipal através de estradas vicinais não pavimentadas e a BR-267. O distrito foi criado com o nome de Rosário em 26 de setembro de 1882, pela Lei Provincial n° 2921.